# مارکایو (بازیکن فوتبال، زاده ۱۹۷۳)
مارکوس آنتونیو آپارسیدو سیپیریانو (به پرتغالی: Marcos Antonio Aparecido Cipriano) مهاجم اهل برزیل است که در شهر Andirá، پارانا، برزیل و در تاریخ ۱۴ آوریل ۱۹۷۳ به دنیا آمده‌است.
مارکوس آنتونیو آپارسیدو سیپیریانو در تیم‌های فوتبال تورینو سابقهٔ حضور دارد.